# Ислямистика
Исламистиката е интердисциплинарна дисциплина имаща за предмет изследването на исляма като религия, култура, произход, както и на ислямското общество.
Изучава също така Корана, Хадиса, ислямското право, литература и историята на ислямския свят.
Ислямистиката е тясно свързана и исторически обуславяща иранистиката и османистиката, извън арабистиката.